# 張鳳翔 (萬曆戊戌進士)
張鳳翔（1558年—1602年），字辉止，號凌玄，江西建昌府南城县民籍临川县人。

## 生平
小名黑龙，二十四岁补邑诸生，神宗萬曆二十五年（1597年）江西鄉試中舉，二十六年（1598年）联捷戊戌科進士，奏名后观政都察院。改翰林院庶吉士，读中秘书。二十九年考选为刑科给事中，督青政，管十庫。三十年改任礼科右给事中，弗及见而卒，年四十五。

## 家族
曾祖张显。祖张暹。父张元阳，庠生。凤翔有子张三纬。